# Fritillaria imperialis
La meleagride imperiale (Fritillaria imperialis L., 1758) è una pianta perenne monocotiledone appartenente alla famiglia delle Liliacee.

## Descrizione
Si tratta di una pianta bulbosa i cui fiori, pendenti, sono sormontati da brattee che suggeriscono l'impressione di una corona imperiale. Ne sono note alcune varietà principalmente in giallo e arancione.

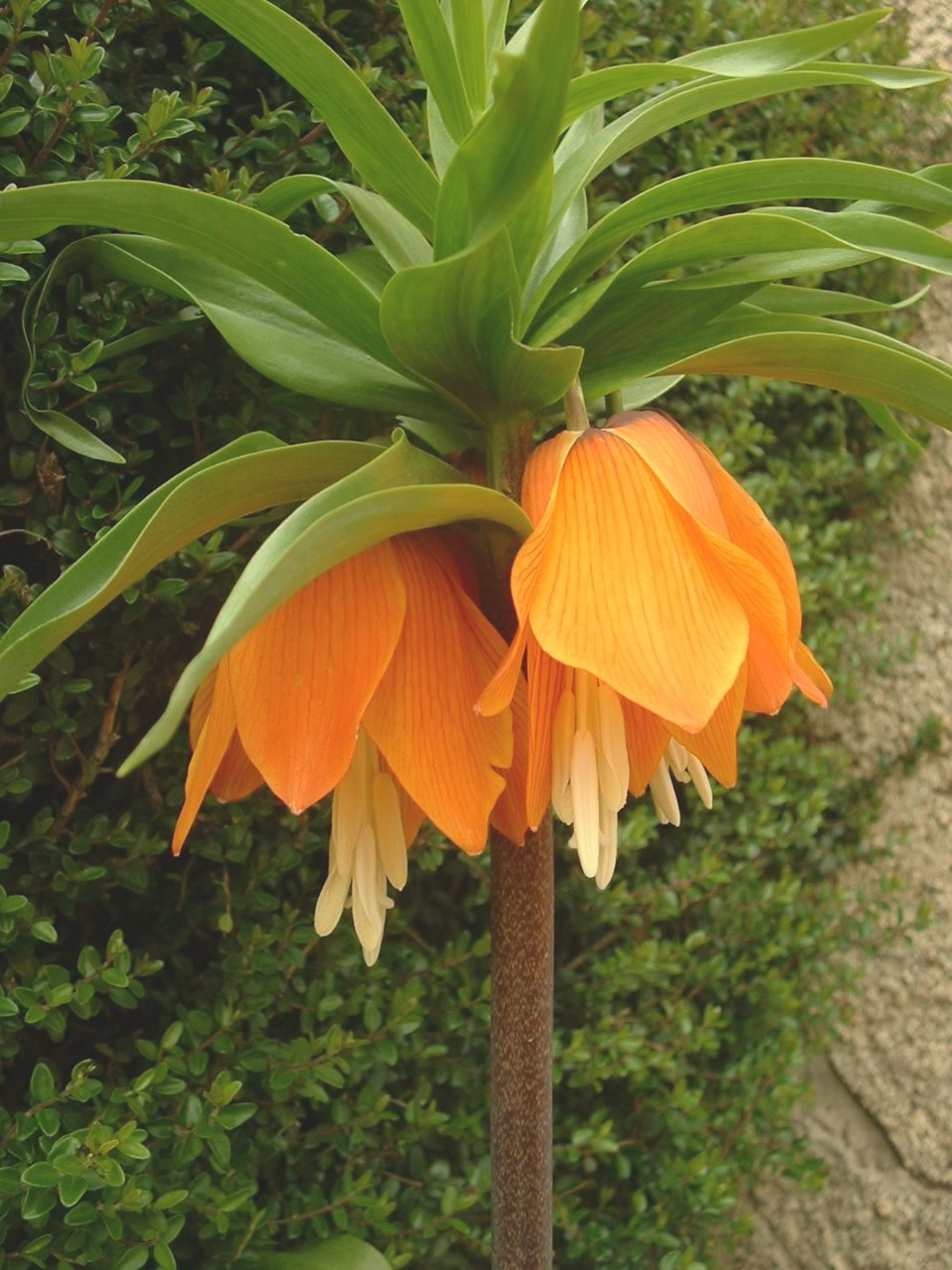
Fiore
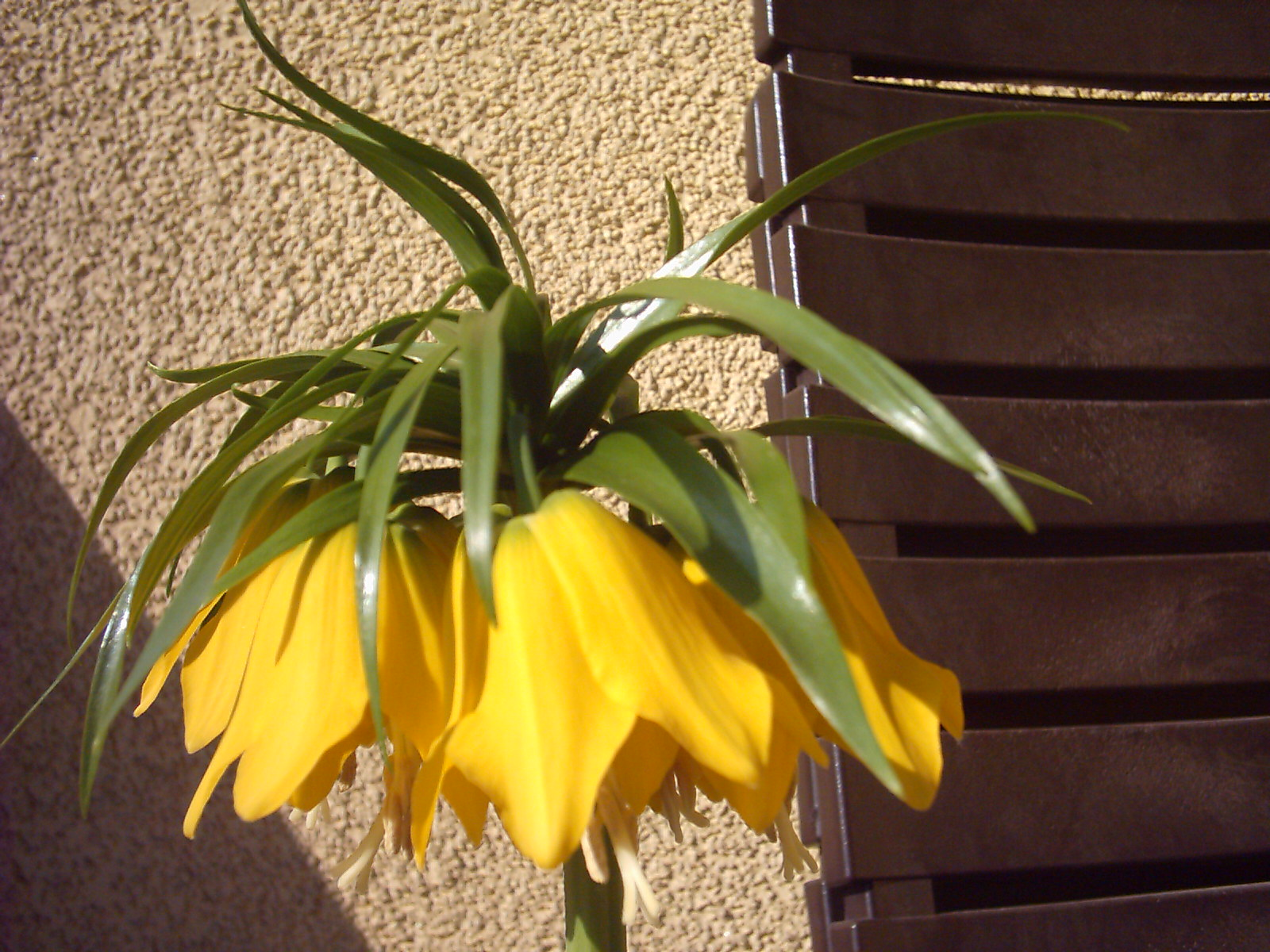
Fiore
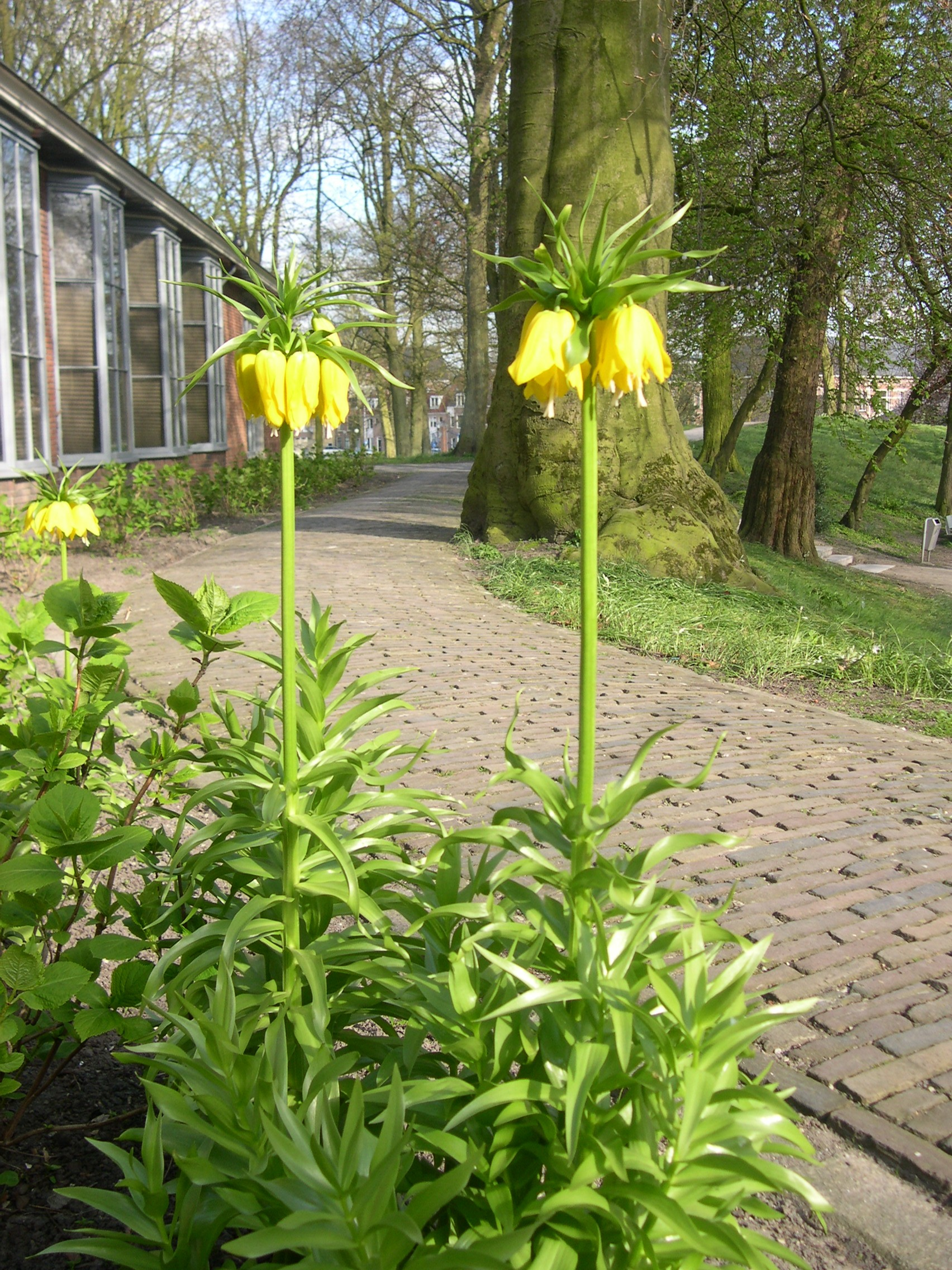
Pianta

## Distribuzione e habitat
La specie è nativa di Turchia, Iran, Iraq, Afghanistan, Pakistan e Himalaya occidentale.

## Usi
Nell'emisfero di origine è usata come pianta da giardino, se ne pianta il bulbo in autunno e questo fiorisce in primavera, in concomitanza con diverse altre bulbose che la fritillaria può sormontare abbondantemente in altezza.
Per le composizioni floreali cui contribuisce in maniera sostanziale, la pianta è stata ritratta in una lunga tradizione di pittura fiamminga e olandese.
All'odore tipico emanato da tutte le parti della pianta (velenosa) si attribuisce la proprietà di un repellente di roditori.